# Play Strindberg
Play Strindberg ist eine Komödie von Friedrich Dürrenmatt, die am 8. Februar 1969 im Theater Basel (Basler Komödie) uraufgeführt wurde. Sie hat eine Spieldauer von etwa anderthalb Stunden. Es handelt sich um eine Nachdichtung des Dramas Der Todestanz von August Strindberg, das 1900 veröffentlicht wurde.

## Personen
- Alice, ehemalige Schauspielerin
- Edgar, ehemaliger Militärschriftsteller
- Kurt, Vetter von Alice

## Handlung
Alice und Edgar sind seit 25 Jahren verheiratet und leben auf einer Insel. Das alte Ehepaar trägt einen Ehekrieg aus, der sich in stets wiederholenden Phrasen offensichtlich im Kreis dreht. Jeder wirft dem anderen vor, Schuld an der eigenen Unzufriedenheit zu sein. Alices Vetter Kurt hat sich für den Abend zu Besuch angemeldet. Dieser will aber eigentlich nicht lange bleiben, um seinen künftigen Vorgesetzten, den Arzt zu besuchen, der eine Gesellschaft gibt, zu dem das alte Ehepaar nicht eingeladen ist. Doch eine alte Affäre zwischen Alice und Kurt und Kurts Vergangenheit als dubioser Geschäftsmann lassen den Besuch anders verlaufen als geplant.

## Zur Musik im Stück
Johan Halvorsens Einzugsmarsch der Bojaren von 1896 auf der einen und Solveigs Lied aus Edvard Griegs bekannter Bühnenmusik zu Peer Gynt von 1876 auf der anderen Seite charakterisieren jeweils die Protagonisten Edgar und Alice. Letzteres ist die Klage einer um den untreuen Geliebten trauernden Frau, das Erste ein zackiger Militärmarsch. Beide haben ihren Ursprung in der nationalistisch geprägten norwegischen Romantik.

## Ausgaben
- Friedrich Dürrenmatt: Play Strindberg. Diogenes Verlag, 2. Aufl. Okt. 1998, ISBN 3-257-23052-4.